# Tympanocryptis uniformis
Tympanocryptis uniformis — вид ігуаноподібних ящірок родини агамових (Agamidae). Ендемік Австралії.

## Поширення і екологія
Tympanocryptis uniformis відомі за типовим зразком, зібраним в околицях Дарвіна на Північній Території.